# Le Mesnil-Fuguet
Le Mesnil-Fuguet es una localidad y comuna francesa situada en la región de Alta Normandía, departamento de Eure, en el distrito de Évreux y cantón de Évreux-Nord.

## Demografía
| 63 | 72 | 145 | 179 | 195 | 203 |
| Para los censos de 1962 a 1999 la población legal corresponde a la población sin duplicidades (Fuente: INSEE [Consultar]) |    |     |     |     |     |

## Administración

### Organizaciones intercomunales
Le Mesnil-Fuguet está integrada en la Communauté d'agglomération d'Evreux. Además pertenece a los siguientes sindicatos intercomunales para la prestación de diversos sercios públicos:
- Syndicat de gestión de la classe enfantine d'Aviron Le Mesnil-Fuguet
- Syndicat des CES du secteur scolaire d'Evreux (SICOSSE)
- Syndicat de l'électricité et du gaz de l'Eure (SIEGE)
- Syndicat de transport scolaire du Plateau

### Riesgos
La prefectura del departamento de Eure que la comuna está sometida a riesgos por la presencia de cavidades subterráneas .